# 原始工业化
原始工业化（Proto-industrialization）是现代工业经济发展的一个可能阶段，它先于完全工业化社会，并为其创造条件，通常指的是工业化之前的阶段。原始工业化的特点是农业家庭越来越多地参与以市场为导向的手工业生产，主要通过商业资本家组织的家庭包工制。然而，这个阶段并没有在整个欧洲出现，也不总是顺利地过渡到真正的工业革命阶段。

## 起源
这个词是由F·F·门德尔斯于1972年创造的，尽管联合国教科文组织在爱因斯坦和德日进逝世10周年之际举办了一次座谈会，并于1971年出版，讨论“原工业化的基础”。

## 延伸阅读
- Mendels, F.F. . Journal of Economic History. 1972, 32: 241–261.
- Hudson, P. . Recent Findings of Research in Economics and Social History. 1990, 10: 1–4.
- 李伯重，《江南的早期工业化》，中国人民大学出版社，2010年5月1日
- 于秋华，《明清时期的原始工业化》，东北财经大学出版社，2009年